# 索宾卡区
索宾卡区（俄语：Собинский район）是俄罗斯联邦弗拉基米尔州下辖的一个区，其行政中心为索宾卡。据2016年统计，该区的人口为55289人。俄罗斯航空动力学家尼古拉·叶戈罗维奇·茹科夫斯基的出生地。